# Michael Hazel
Michael Hazel, född 12 december 1976, är en australisk friidrottare. Han deltog vid olympiska sommarspelen 2000.